# شمارگان

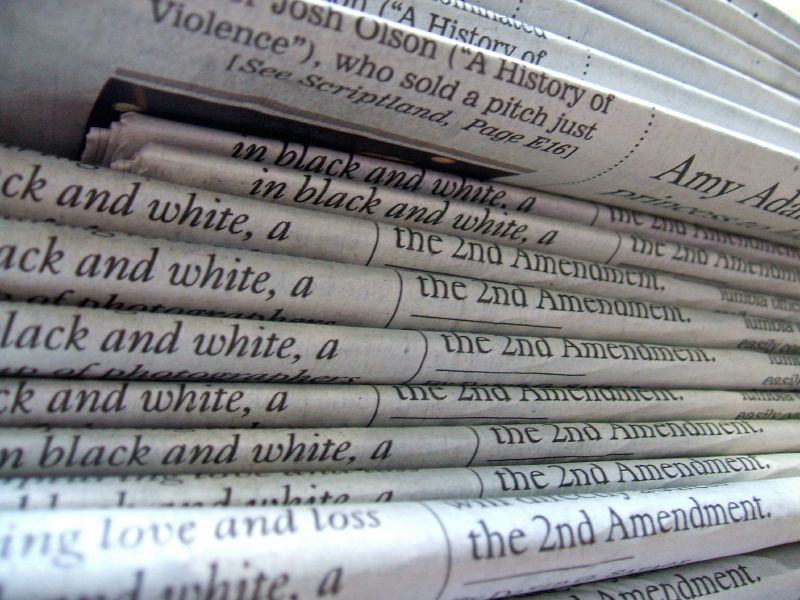
بخشی از تیراژ چاپ روزنامه

شمارگان واژه‌ای است پارسی که در برابر واژهٔ «تیراژ» (به فرانسوی: Tirage) که واژه‌ای فرانسوی است استفاده می‌شود. تیراژ چاپی میانگین تعداد نسخه‌های یک نشریه است. تیراژ همیشه مانند نسخه‌های فروخته شده نیست، که اغلب به آن تیراژ پولی می‌گویند، زیرا برخی از مجلات بدون هزینه برای خواننده توزیع می‌شوند. ارقام خوانندگان معمولاً بالاتر از ارقام تیراژ می‌باشد؛ زیرا یک نسخه جریده معمولی را بیش از یک نفر می‌خوانند. این واژه جمع «شماره» است و مراد از آن تعداد نسخه‌هایی از یک مجلّه، کتاب، لوح فشرده (سی‌دی)، نوار کاست، روزنامه یا فیلم است که در یک بار تکثیر و منتشر می‌شود.
به عنوان مثال می‌گوییم: شمارگان مجلّهٔ رشد دانش‌آموز در بهمن ماه سال ۱۳۸۴ برابر ۸۶۰ هزار نسخه بوده‌است یا این که شمارگان نخستین چاپ کتاب «قرآن حکیم» بیست هزار نسخه بوده‌است.
برای محاسبه تیراژ یک روزنامه که برمبنای ادعای ناشر نسخه‌ها به افراد مشخصی می‌رسد. فهرست راهنمای دسترسی آزاد بین‌المللی مانند موند تایمز Mondo Time وجود دارد، اما این فهرست‌ها نیز معمولاً متکی است به تعداد گزارش شده توسط خود روزنامه.